# 棒杆藻目
棒杆藻目（学名：Rhopalodiales）为硅藻纲的一个科。

## 下级分类
本科包括以下属：
- 窗纹藻科 Epithemiaceae
- 棒杆藻科 Rhopalodiaceae